# Чантафон Венвонгсот
Чантафон Венвонгсот (нар. 4 листопада 1994, префектура В'єнтьян, Лаос) — лаоський футболіст, атакувальний півзахисник клубу «Чантабулі» та національної збірної Лаосу.

## Клубна кар'єра
Футбольну кар'єру розпочав 2010 року в «Банк оф Лаос», який виступав у вищому дивізіоні чемпіонату Лаосу, Прем'єр-ліга. У 2012 році став гравцем «ЙОТХА». Наступного року перейшов у «Гоаньань». У 2015 році перебрався до іншого клубу Прем'єр-ліги, «Електрік де Лаос». У 2017 році захищав кольори «В'єтьян Юнайтед». У 2018 році переїхав до Таїланду, де підписав контракт з командою четвертого дивізіону «Нан». На початку 2019 року повернувся на батьківщину, де став гравцем «Хонкаень», але вже в середині 2019 року розірвав з клубом контракт. З середини 2019 року по кінець червня 2020 року перебував без клубу. 1 липня 2020 року підписав контракт з лаоським клубом першого дивізіону «Лао Тойота» з В'єнтьяна.

## Кар'єра в збірній
Чантафон Венвонгсот виступає за національну збірну Лаосу з 2013 року. 

## Статистика виступів

### У збірній
| Дата      | Місто    | Господарі      | Результат | Гості | Турнір            | Голи | Примітки |
| --------- | -------- | -------------- | --------- | ----- | ----------------- | ---- | -------- |
| 16-6-2015 | В'єнтьян | Лаос           | 0 – 2     | Ліван | Відбір до ЧС 2018 | -    | 58'      |
| 3-9-2015  | Хвасон   | Південна Корея | 8 – 0     | Лаос  | Відбір до ЧС 2018 | -    | 84' 87'  |
| 11-6-2019 | Дакка    | Бангладеш      | 0 – 0     | Лаос  | Відбір до ЧС 2022 | -    |          |
| Усього    |          | Матчів         | 21        |       | Голів             | 0    |          |